# Neuwied
Neuwied (phát âm tiếng Đức: [nɔʏˈviːt]) là một thị xã ở về phía bắc của bang Rheinland-Pfalz, huyện lỵ huyện Neuwied. Neuwied nằm ở hữu ngạn của sông Rhine, 12 km về phía tây bắc của Koblenz, trên tuyến đường ray giữa Frankfurt am Main và Köln. Thị xã có 13 phường: Heimbach-Weis, Gladbach, Engers, Oberbieber, Niederbieber, Torney, Segendorf, Altwied, Block, Irlich, Feldkirchen, Heddesdorf, Rodenbach. Phường lớn nhất là Heimbach-Weis với 8000 dân.
Neuwied được lập bới Công tước Frederick Wied năm 1653, gần làng Langendorf.

## Kết nghĩa
- Bromley, Vương quốc Anh